# Феоктист I (митрополит Сучавский)
Митрополит Феоктист (Феоктист Старый) — молдавский православный митрополит Сучавы между 1453 и 1477 годами.
По словам Дмитрия Кантемира, он уроженец Болгарии. Рукоположен в епископы в 1451 году Печским патриархом Никодимом II. По Кантемиру, Феоктист — диакон Марка Эфесского. Кантемир также утверждает, что благодаря Феоктисту в Молдавии была «выброшена латиница и навязана кириллица», что является более чем сомнительным суждением, но протохронисты указывают на это как на аргумент в пользу романского происхождения валахов. Митрополит Феоктист короновал Стефана Великого в 1457 году, окончательно закрепив за Молдавским княжеством — православие и независимость. Отмечается, что:
митрополит Феоктист заодно со Стефаном Великим взял на себя огромную ответственность — вывести Молдавию на опустевший после падения Византийской империи пьедестал единственного православного царства.
Митрополит Феоктист — один из противников Флорентийской унии и молдавского митрополита Дамиана, участник собора, подписавшего акт унии с Римом. Его преемник на престоле архиепископа Сучавы и митрополита Молдовы Иоакима был изгнан из Молдовы группой сторонников Феоктиста, занявшей его место. Изменение произошло сразу после завоевания Константинополя 29 мая 1453 г. и в царствование Алексэндрела.
Митрополит Феоктист — первый советник по духовным вопросам Стефана Великого. Кроме того, он руководил строительством Путненского монастыря и освятил его 3 сентября 1469 года в присутствии всего молдавского духовенства. Похоронен в монастыре Путна, и благодаря его надгробию известна дата его смерти.